# Comorbidité
Ne doit pas être confondu avec Morbidité.
En médecine, la comorbidité désigne :
- la présence d'un ou de plusieurs troubles associés à un trouble ou une maladie primaire ;
- l'effet provoqué par ces troubles ou maladies associés.

En psychiatrie, la comorbidité est la présence simultanée de plusieurs diagnostics. Elle n'implique pas nécessairement la présence de multiples maladies, mais l'impossibilité d'émettre un seul diagnostic.